# Palatul Copiilor (Oradea)

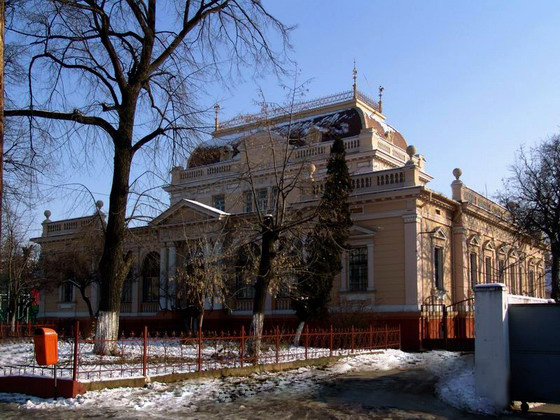
Palatul Copiilor

De la început construcția a fost concepută de arhitectul Kálmán Rimanóczy Senior ca spațiu expozițional. Inaugurarea clădirii a avut loc la 27 ianuarie 1896.
Stilul eclectic, afișeaza numeroase elemente neorenascentiste. Intrarea principală cu coloane ionice duble și timpan triunghiular are în părțile laterale ferestre mari, arcuite, despărțite între ele prin pilaștri. Pe fațadele laterale forma golurilor este asemănătoare.
La interior, în partea centrală clădirea are o sală mare, acoperită cu o cupolă. Partea centrală a cupolei este mai înaltă și are o balustradă, care deasupra intrării principale prezintă un atic arcuit. 
La inaugurare, clădirea avea nouă săli pentru expunere, iar în 1910 arhitectul Kálmán Rimanóczy Junior a mai adăugat cinci. Din acestea trei sunt la demisol.